# باشگاه فوتبال بنی سخنین
باشگاه فوتبال بنی سخنین (عربی: اتحاد أبناء سخنين) یک باشگاه فوتبال در شهر سخنین اسرائیل است. این باشگاه در لیگ برتر فوتبال اسرائیل بازی می‌کند. این باشگاه در سال ۱۹۹۱ تأسیس شده‌است.

## در فرهنگ مردم
ظهور این باشگاه موضوع یک فیلم مستند محبوب توسط کارگردان مشهور اسرائیلی رام لووی بود.

## حمایت مالی
در طول فصل 2005–2006، باشگاه قراردادی با شرکت تلفن همراه اسرائیلی Cellcom امضا کرد. در حال حاضر مذاکرات بر سر ادامه این معامله با این که  سلیمان دیاب، مدیر اجرایی امور بخش عربی سلکام، پست غیر اجرایی خود را در بنی سخنین رها کرده تا به تیم لیگ آرتزیت (رده سوم) بنی تامرا بپیوندد ادامه دارد.
بودجه باشگاه در 15 ژوئن 2006 زمانی تقویت شد که گیداماک اعلام کرد که دو میلیون مثقال به باشگاه اهدا خواهد کرد به این امید که آنها به لیگ برتر اسرائیل بازگردند.